# Madness (песня The Rasmus)
Madness (с англ. — «Безумие») — третий сингл финской альтернативной рок-группы The Rasmus, выпущенный с их четвёртого студийного альбома Into. Сингл был выпущен 3 сентября 2001 года лейблом Playground Music.

## О песне
Текст отражает чувства, которые испытывали сами участники группы, которую покинул Янне Хейсканен и его заменил Аки Хакала ещё до выпуска Into. Это означает, что они на самом деле не знают, в каком направлении их ведёт жизнь, но несмотря на это они всё ещё готовы двигаться дальше.
Вот как прокомментировали Лаури и Ээро группы:
Ээро: Madness — это мелодичная поп-песня, которую написал Лаури. Она об эмоциях, которые мы испытали, когда нам пришлось смириться после ухода нашего барабанщика. Мы как-будто отдалились друг от друга. Лаури: Это история, которой 5 лет. Слова из текста не связывают друг с другом по смыслу, но каждая фраза имеет особое значение.

## Список композиций
1. Madness — 3:12
2. Play Dead — 3:53
3. Used To Feel Before — 4:24
4. Chill (видеоклип)

## Позиции в чартах
| Чарт (2001)                         | Высшая позиция |
| ----------------------------------- | -------------- |
| Финляндия (Suomen virallinen lista) | 2              |